# The Chinese Puzzle
The Chinese Puzzle é um filme mudo britânico de 1932, do gênero policial, dirigido por Guy Newall, estrelado por Leon M. Lion, Austin Trevor, Lilian Braithwaite, Elizabeth Allan e Francis L. Sullivan. O filme foi baseado na peça The Chinese Puzzle de Frances Barclay e Leon M. Lion, que também foi a base para o filme homônimo de 1919.

## Elenco
- Leon M. Lion como Marquis Li Chung
- Lilian Braithwaite como Lady de la Haye
- Elizabeth Allan como Naomi Melsham
- Austin Trevor como Paul Markatel
- James Raglan como Sir Charles
- Jane Welsh como Victoria
- C. M. Hallard como Sir Aylmer Brent
- Mabel Sealby como Sra. Melsham
- Francis L. Sullivan como Herman Strumm
- Charles Carson como Armand de Rochecorbon
- George Carr como Dr. Fu Yang